# Городской стадион (Алаверди)
Городско́й стадио́н Алаверди́ — многоцелевой стадион в Алаверди, Армения. Единственный действующий стадион в Лорийской области. Стадион предназначен для проведения футбольных матчей, однако на данный момент нет команды в городе и в области Лори, которая выступала бы в чемпионате Армении. Свои тренировочные сборы на стадионе проводит Сборная Армении по футболу (до 19 лет). В начале 1990-х годов, в период выступлений в чемпионате, свои домашние матчи проводил местный футбольный клуб «Дебед». Вместительность стадиона составляет 743 человек.